# 休暇 (映画)
『休暇』（きゅうか）は、門井肇監督による2008年の日本のドラマ映画。

## ストーリー
刑務官の平井は、シングルマザーの美香と結婚することになった。ある日、死刑囚である金田の執行命令が下る。支え役を務めれば一週間の休暇を与えられると知った平井は、究極の決断をするのだった。

## キャスト
- 平井透（小林薫）
看守部長。子連れの独身女性とお見合い結婚したが、身内の不幸事で年次有給休暇を使い果たして、公休日や特休日以外の休日がない状況だった。そこで、とある日の朝礼で処遇部長の池内より死刑執行時の支え役を引き受けると7日間の休暇が得られると聞き、志願期限を過ぎていたものの自ら支え役を名乗り出た。死刑執行翌日が結婚披露宴で、同僚たちの様子は料理にも手をつけられぬほどに冴えなかった。
- 金田真一（西島秀俊）
確定死刑囚。強盗目的で高齢夫婦を殺害し、死刑判決を受けて収監されている。普段は独房で絵を描いて過ごしている。死刑執行前夜に突然大暴れして、保護房に移動となった。死刑執行の際は怯えてはいたものの、取り乱すこともなく潔く刑に服した。
- 大塚敬太（柏原収史）
新人刑務官。死刑に関して過度に興味津々なところがあり、下手な質問をしては三島や坂本から度々叱責される。また、巡回中に金田に余計な世話を焼いて先輩刑務官からド突かれた。坂本からよく「大宮」と呼び間違えられる。
- 坂本富美男（菅田俊）
副看守長。定年退職前で、死刑執行の準備中にいくら経験しても馴れないものだとボヤく。競馬が大好きである。ただ、巨漢の割には気弱で臆病な一面があり、金田の処刑時には落下の瞬間に腰を抜かしてしまい、処刑終了後に同僚たちから介抱されながら刑場を後にした。
- 池内大介（利重剛）
処遇部長。キャリアあるいはセミキャリアと思われるが、物腰が低く部下には偉ぶらず常に敬語を使う。平井が支え役を志願した際は状況が状況であることもあって驚きを隠せない様子だったが、期限が過ぎていたものの最終的に受け入れることにした。
- 古木泰三（谷本一）
副看守長。刑務官たちのリーダー的な役割。死刑執行時は金田の連れ出しに向かった。
- 南雅子（滝沢涼子）
ブライダル・アドバイザー。
- 達哉（宇都秀星）
美香の連れ子。お絵描きが趣味。実父とは死別のためか、平井となかなか打ち解けようとしない。夜尿症がある。
- 金田久美（今宿麻美）
金田の妹。最期の面会に来たものの、平井に声をかけるよう促されても終始無言だった。
- 篠原和美（内田量子）
旅館の女将。
- 美佐子（りりィ）
平井の姉。
- 道夫（井上博一）
美佐子の夫（平井の義兄）。
- 猛（有福正志）
平井の従兄。
- 芳子（大塚良重）
美香の伯母。
- 美香（大塚寧々）
平井の妻。前夫とは死別で、派遣の事務員で働きつつ達哉を女手ひとつで育てていた。
- 三島達郎（大杉漣）
副看守長。人情深いところがあり、軽微な反則は大目に見たり、死刑囚が望むことをできる限りで受けている。平井が支え役を志願した際は事情が事情で厳しくとがめたものの、平井に口答えされたことに激昂して殴りかかった。禁煙を試みるが、失敗してしまう。死刑執行後の待機所では暴れることなく潔く刑に服した金田を讃えていた。

上記のほか、元刑務官でノンフィクション作家の坂本敏夫（配役・拘置所長）、YBS山梨放送ビジネス推進部長の酒井康宜（同・検察事務官）も出演した。

## スタッフ
- 原作：吉村昭「休暇」（中公文庫版「蛍」所載より）
- 企画統括：小池和洋
- 脚本：佐向大
- プロデューサー：赤間俊秀
- 撮影：沖村志宏
- 照明：鳥越正夫
- 美術：橋本千春
- 録音：沼田和夫
- 音楽：延近輝之
- 助監督：高橋雄弥
- 編集：金子尚樹
- 監督：門井肇
- 制作・配給：リトルバード

## 製作
吉村昭原作の同名の短篇小説を、前作『棚の隅』の映画化で成功を収めた小池和洋が、小林薫に手紙でオファー。快諾を受けて映画化した。
小池が若い頃からのファンである大塚寧々、前作の主演・大杉漣らをキャスティング。
撮影は山梨県にて15日間で行われた。

## 評価
第30回ヨコハマ映画祭で助演男優賞や第5回ドバイ国際映画祭コンペティション部門審査員特別賞、KINOTAYO現代日本映画祭ソレイユ・ドール新人賞など、数々の映画祭で評価される。